# Mīrābeh
Mīrābeh (persiska: Gargeh’ī, Gargahī, گرگه ای) är en ort i Iran.   Den ligger i provinsen Kermanshah, i den västra delen av landet, 500 km väster om huvudstaden Teheran. Mīrābeh ligger 715 meter över havet och antalet invånare är 386.
Terrängen runt Mīrābeh är huvudsakligen kuperad, men åt nordväst är den platt. Runt Mīrābeh är det ganska glesbefolkat, med 38 invånare per kvadratkilometer. Närmaste större samhälle är Gīlān-e Gharb, 8,2 km sydost om Mīrābeh. Omgivningarna runt Mīrābeh är i huvudsak ett öppet busklandskap.